# 砂鍋餛飩雞

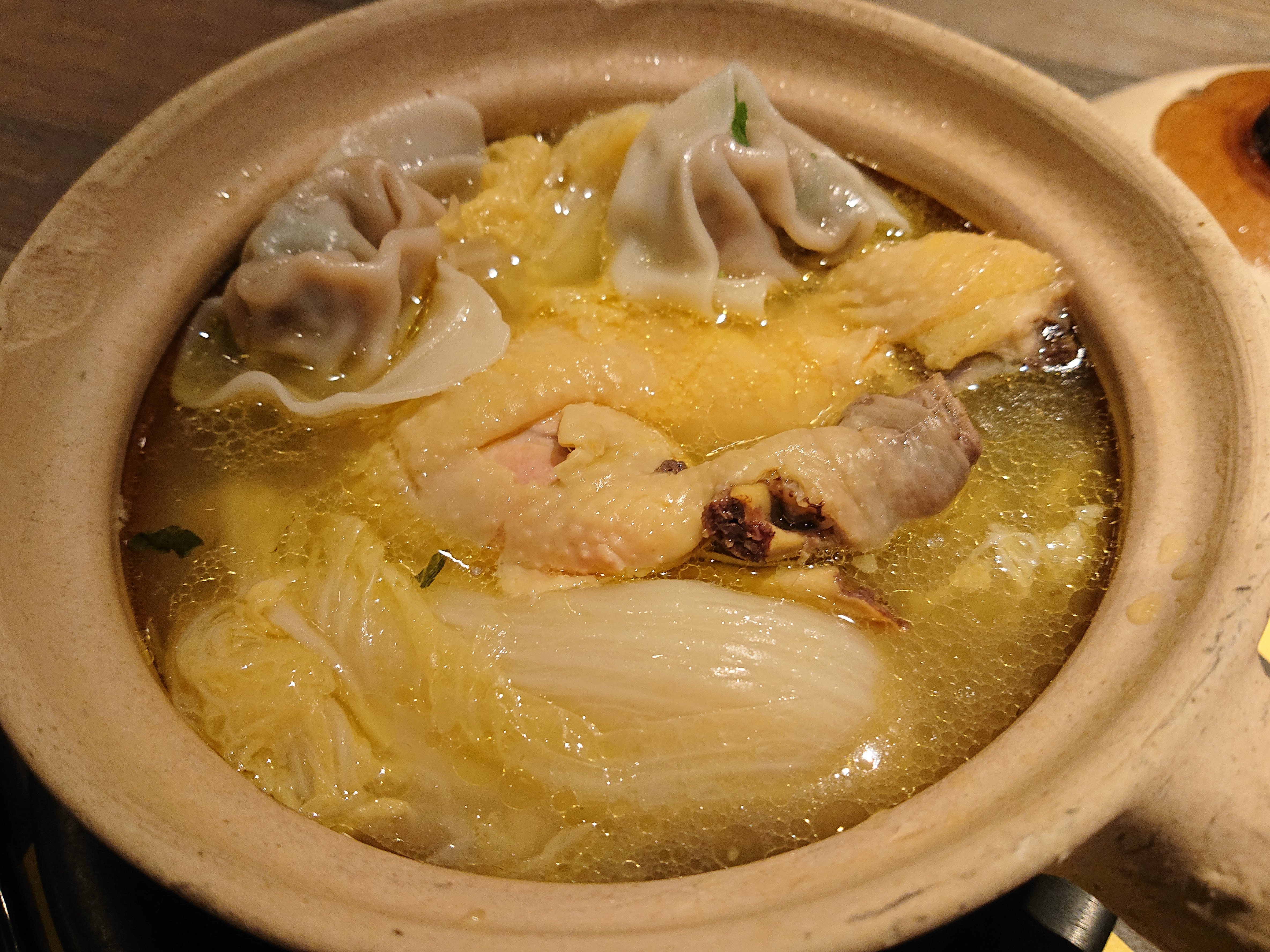
砂鍋餛飩雞

砂鍋餛飩雞是一道上海菜，主要食材是雞，並且配以小棠菜、餛飩等材料，盛載於砂鍋內煮成，熬出來的湯呈奶白色。

## 做法
金華火腿切絲連雞殼放入滾水煲半小時，再用小火煲兩小時。雞湯煲好後，放下小棠菜（也可以加大白菜或者津白）及加入雲吞略滾即成。雲吞雞通常使用流行於江浙地區的菜肉雲吞，主要材料是免治豬肉及切碎的大白菜，這種雲吞是沒有蝦肉的。